# Walser (peuple)
Pour les articles homonymes, voir Walser.
Les Walser sont de manière générique un peuple paysan burgonde germanophone qui, au cours du Moyen Âge, a colonisé des contrées montagnardes alpines nouvelles sous contrat avec les princes seigneurs ou s'est établi dans les tenures ou consortages en partie abandonnés des différentes contrées ou hautes vallées alpines qui appartiendront plus tard à la Suisse, l'Italie, le Liechtenstein, l'Autriche et la France.

## Étymologie
Walser est un mot d'origine burgonde issu de Walliser, les gens du Wallis ou Valais,.

## Histoire
Ce vocable regroupe les habitants du Haut Val de Conches venus pour la plupart de l'Oberhasli entre le VIIIe et le  XIIIe siècle.

### Premières migrations alémaniques jusqu'auIXesiècle
Aux environs de l'an 700, une population de burgondes est poussée de Germanie vers l'Oberland bernois passant par les forêts autour du Napf ainsi que par les paliers de l'Aare. Cependant aucun nom de lieu traversé de la région de Koblenz au Lac de Brienz ne possède le son fricatif caractéristique alémanique.
Aux VIIIe et IXe siècles un deuxième groupe alémanique vient de l'est de l'Aare et rejoint les premiers migrants de l'Aare occidentale. Après quelques générations une partie des familles de paysans alémaniques a été envoyée, probablement depuis le IXe siècle, dans la vallée du Rhône.

### Migrations à partir du Valais

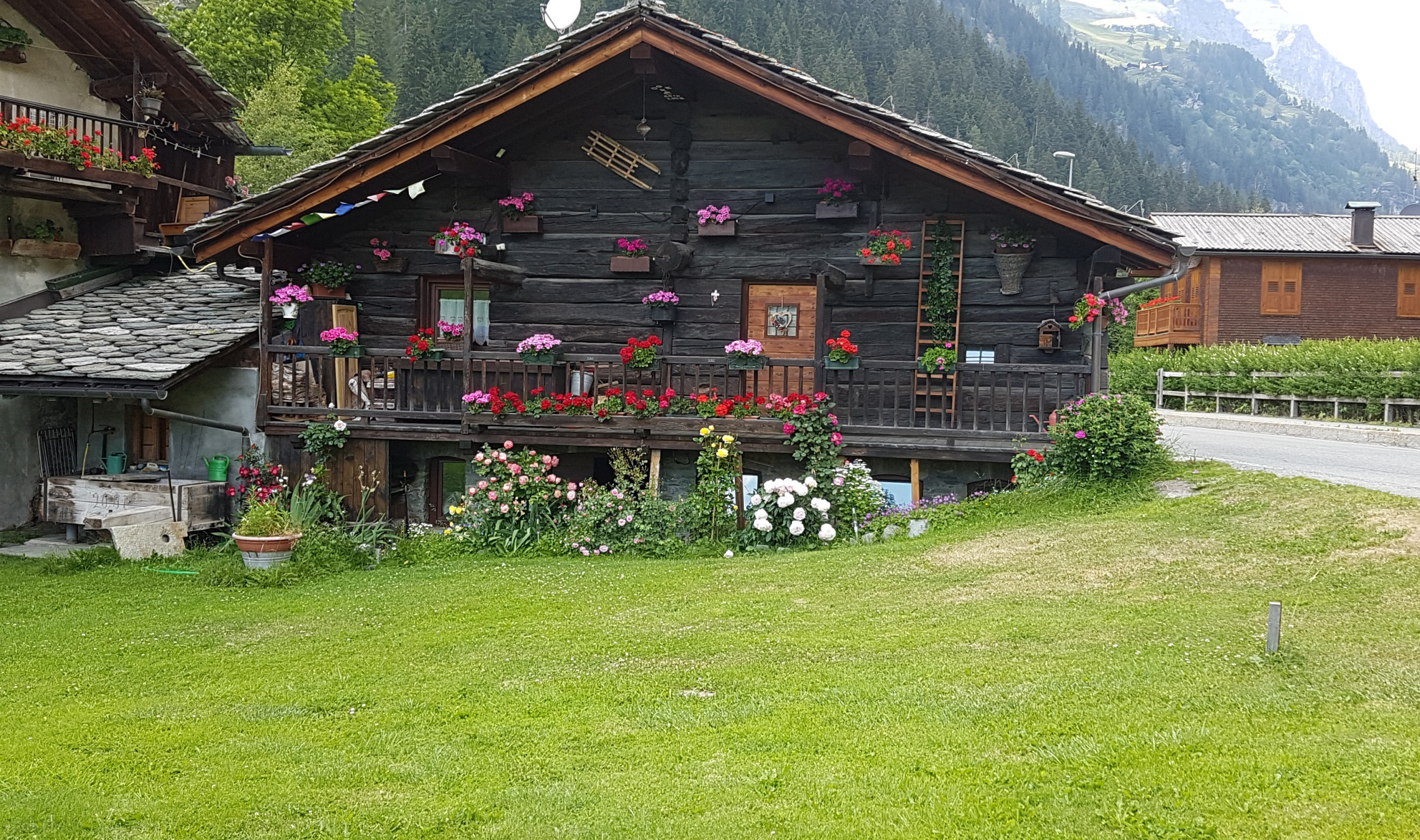
Maison typique walser à Gressoney-Saint-Jean

Différentes théories tentent d'expliquer le départ des Walser du Valais et du Siebenthal alias Simmental, considérée comme le berceau de la culture walser.

#### Surpopulation ou catastrophes naturelles
Certains attribuent leur migration à des problèmes de surpopulation ou à des catastrophes naturelles ou au changement climatique du Moyen Âge voire à la peste. Cependant linguistes et géographes modernes privilégient la thèse de la surpopulation.

#### Protection de seigneurs féodaux
D'autres avancent que les migrations ont été encouragées par les seigneurs féodaux qui souhaitaient peupler des vallées encore inhabitées afin de contrôler les cols alpins. En contrepartie, les Walser ont obtenu des droits et libertés importants.
En quelques générations dans les contrées en partie dépeuplées, ils bénéficient de conditions climatiques exceptionnelles et imposent leurs langues, leurs techniques d'habitat, d'aménagement des sols et de maîtrise hydraulique, leurs artisanats du bois, du fer et du textile et leurs mœurs religieuses de laboureurs et d'éleveurs. Ces caractéristiques remarquables, en dehors de la langue initiale, sont en grande partie empruntées aux populations alpines autochtones, qu'ils ont en partie assimilées dans les zones faiblement peuplées.
Autour de l'an mille, des groupes spécifiques, exogames et à forte natalité, de paysans originaires du monde souabe et alémanique dont les parents sont installés de l'Oberland bernois ou dans les hautes vallées rhénanes se sont déjà installés dans la vallée de Conches (Goms en allemand) et du Grimsel, dans le Haut-Valais.

#### Migrations sur l'arc alpin

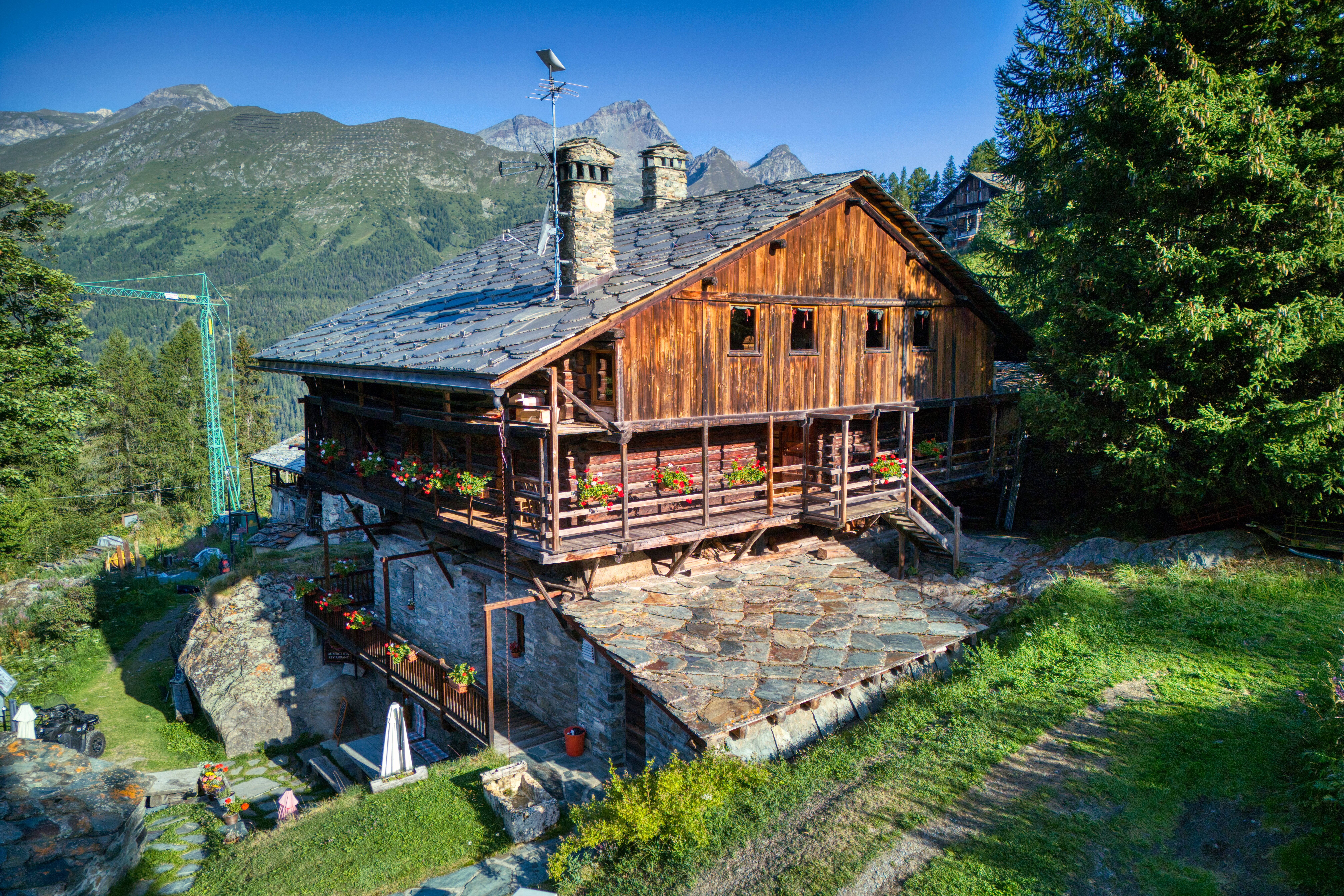
Le rascard Frantze, une maison Walser à Antagnod

Depuis le XIe siècle le petit peuple valaisan allemand a une force expansive exceptionnelle et se répartit aux quatre points cardinaux développant une culture paysanne de montagne.
À partir du XIIe siècle, le climat est plus variable et des périodes froides gèlent les investissements dans les terres de hautes altitudes. Comme la réputation d'éleveurs est forte, les familles walsers quittent les hauteurs rendues à la misère climatique et obtiennent tenures, locations et fermages dans les contrées montagnardes plus favorisées, ou partent au loin vers des pays meilleurs, parfois vers la Souabe, la Bavière, vers l'Autriche, ou encore l'ancienne Grande Bourgogne du plateau suisse au Jura, de la Savoie à la future Franche Comté, des vallées rhénanes à l'Alsace et aux Vosges. Ces familles ou groupes modestes sont rapidement assimilés en quelques générations.
Après le redoux relatif du XIIIe siècle, l'effondrement progressif des conditions climatiques accentuent l'émigration, surtout après la fin du XIVe siècle.
Du XIIIe au XVe siècle, les groupes d'Alamans venus de l'Oberland bernois ont colonisé environ 150 lieux dans un arc alpin d'environ 300 km. Ils ont colonisé différents lieux de Suisse, d'Italie, du Liechtenstein, d'Autriche et de France.
Des valaisans ont été envoyés par les barons de Rarogne (VS) au baron de Vatz (Tyrol) en 1250, et, un peu plus tard par le comte Hugo de Werdenberg cousin de Rodolphe de Habsbourg, qui possédait le territoire de Pludenz et plaça ces Valiser laborieux et alpicoles, sur ses montagnes, dont les particularités de langage, habitats et vêtements s'effacent lentement pour disparaître complètement après quelques générations,.

#### Migrations modernes
D'importantes vagues de migration, le plus souvent irréversibles, vers l'Amérique du Sud notamment en Argentine, l'Amérique du Nord, du Canada au Texas, sont observées au XIXe siècle et début du XXe siècle.

## Caractéristiques

### Habitat

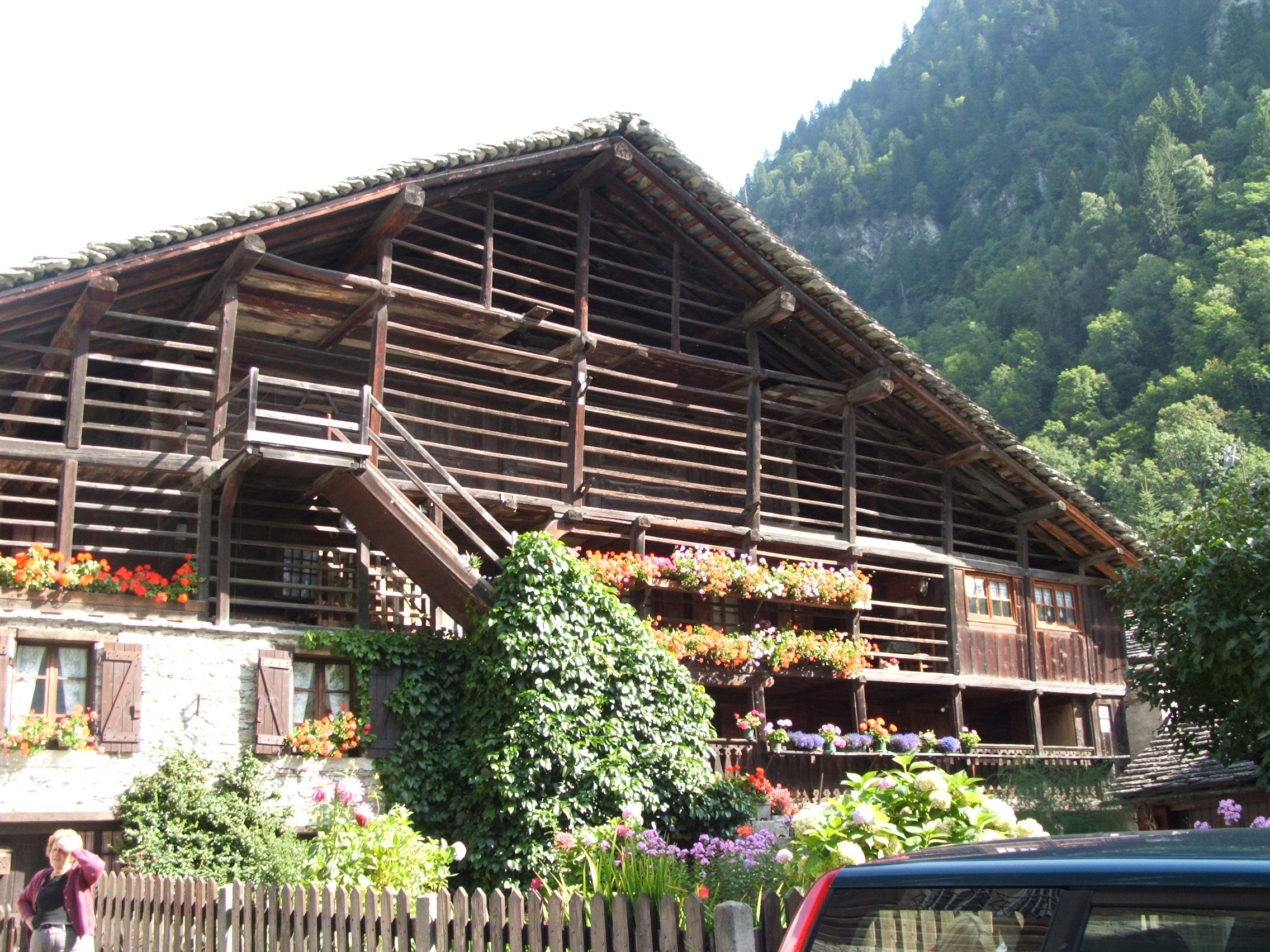
Maison typique walser dans le Piémont.

Les Walser se sont installés en haute altitude, souvent à plus de 1 500 mètres d'altitude, voire 2 000 mètres d'altitude, dans des vallées reculées, souvent à l'origine inhospitalières aux cultures et parfois en partie inhabitées.
Le peuplement se caractérise souvent par un habitat dispersé, la topographie permettant rarement l'établissement de villages (manque de terrains plats ou replat bref). Bien qu'il n'existe pas un type unique de maison chez les Walser, les constructions en bois, maisons à colombages et chalets d'altitude, sont très fréquentes avec parfois un rez-de-chaussée en pierre.
Le village walser de Juf est le lieu habité toute l'année le plus haut d'Europe (2 126 m).

### Artisanat
L'artisanat du bois caractérise le monde paysan walser. Si la maîtrise des murs en pierres sèches et la construction maçonnée en moellons est un préalable à la réfection de l'habitat, l'art de la charpente associée souvent à la sculpture sur bois est le fondement de l'ancienne maison walser. Mais celle-ci a évolué comme toutes les maisons traditionnelles paysannes au cours du temps. La statuaire religieuse et votive est aussi typique. L'ébénisterie et la menuiserie, artisanat favorisé comme double métier pendant l'hiver, provient de la fabrication des huches, des armoires peintes et autres ameublements traditionnels. La ferronnerie et la serrurerie étaient aussi parfaitement maîtrisées dans les principaux hameaux walsers, un des motifs classique étant la croix.
Le tissage, la broderie perlée, les vêtements emperlés de bijoux, même de confection moderne, sont marqués par un style walser.

### Langue walser

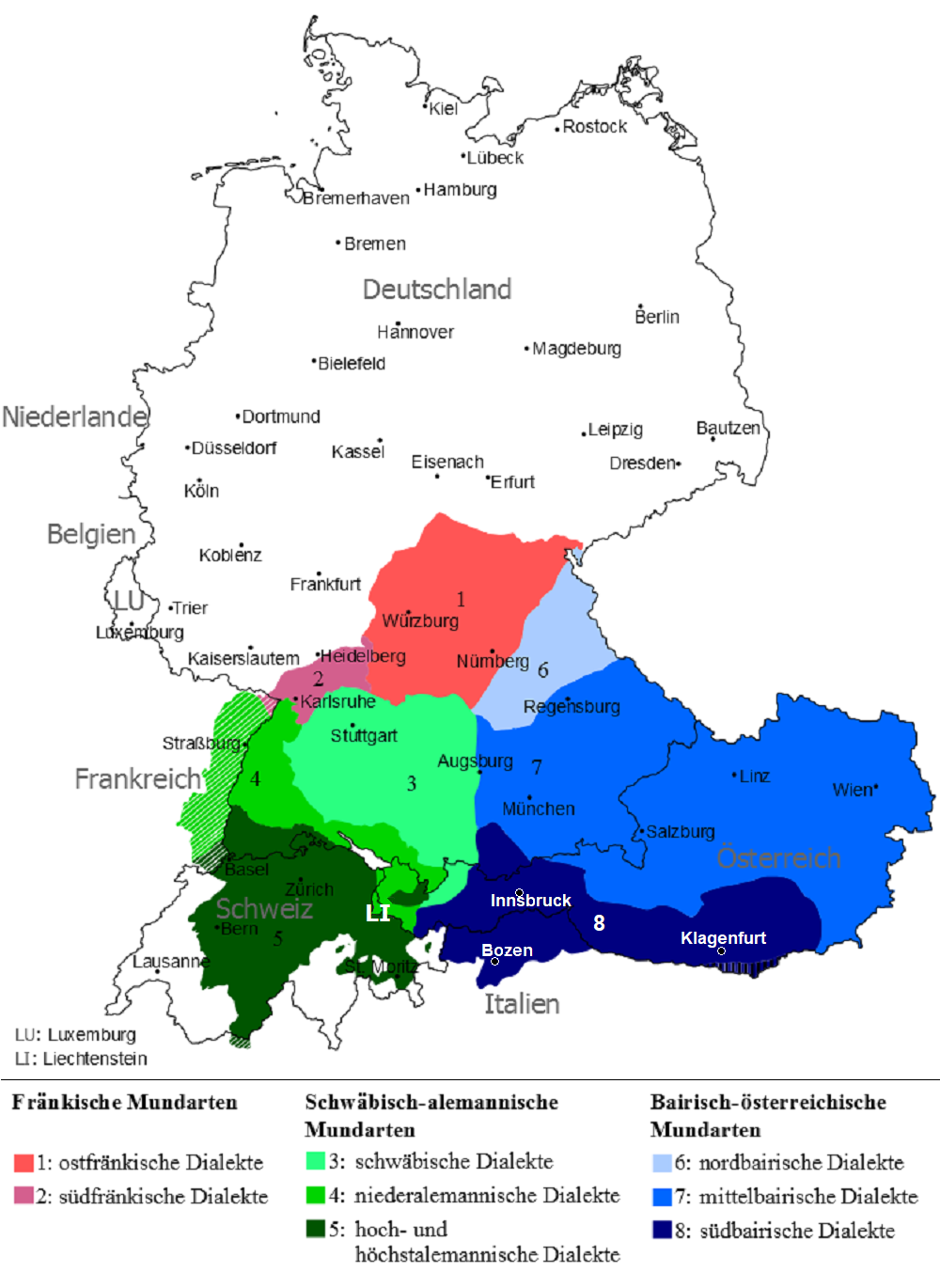
Dialectes de langue allemande au sud-ouest de l'Allemagne (France, Liechtenstein, Suisse, Autriche, Italie)

Le parler utilisé par les Walser est un dialecte alémanique appelé walserdeutsch caractérisé par un son fricatif. Il y a des variantes en fonction des localités et dans bon nombre de communautés, l'usage d'une forme archaïque de dialecte alémanique, le Walsertitsch, s'est perpétué jusqu'à nos jours.
Aujourd'hui les descendants de Walser suisses et italiens pratiquent encore le dialecte walser (niederalemanische, hochalemanische et höchstalemanische).
Le linguiste Paul Zinsli attire l'attention sur la particularité du peuple walser à se déplacer en petit groupe, de défricher et défendre les terres de colonisation avec l'accord et la protection des seigneurs locaux. Ils nommaient les lieux inédits de colonisation en reprenant le nom d'où ils venaient. Ainsi, le lieu appelé Galmsch, dans le Piémont, a pour racine le nom du mont alpin Galm,.
- Un exemple du patois Walser "töitschu" d'Issime (Vallée d'Aoste) :

«Méin oalten atte ischt gsinh van in z'Überlann, un d'oaltun mamma ischt van Éischeme, ischt gsing héi van im Proa. Stévenin ischt gsinh dar pappa, la nonna ischt gsinh des Chamonal. [...] D'alpu ischt gsinh aschua van méin oalten pappa. Ich wiss nöit ol z'is heji... Ischt gsinh aschuan d'oaltu, un d'ketschu, gmachut a schian ketschu in z'Überlann. Méin pappa ischt gsinh la déscendance, dschéin pappa, aschuan méin oalten atte, ischt gsinh aschuan doa... Vitor van z’Überlann. Un té hedder kheen a su, hets amun gleit das méin pappa hetti kheisse amun Vitor. Eer het dschi gwéibut das s’het kheen sekschuvöfzg joar un het kheen zwia wetti das... zwienu sén gsinh gmannutu un zwianu sén nöit gsinh gmannutu. Dsch’hen génh gweerhut middim un dschi pheebe middim. Un darnoa ischt mu gcheen a wénghjen eina discher wettu.»
Traduit en français :
« Mon grand-père venait de Gaby, ma grand-mère d'Issime, du hameau Praz. Stévenin était le père, mémé provenait de la famille de Chémonal. [...] L'alpage [au vallon de Bourines] appartenait sans doute à mon grand-père. Je ne sais pas si c'était du côté de mon père. Elle appartenait aux vieux, ils avaient une très belle maison à Gaby. Victor, mon père, était de la descendance, son père, mon grand-père, venait de là-haut... Victor le gabençois. Ensuite il a eu un fils, auquel il a donné son prénom, donc mon père s'appelait lui aussi Victor. Il s'est marié à l'âge de 56 ans, et il avait quatre sœurs, dont deux étaient mariées et deux ne l'étaient pas. Elles ont toujours travaillé et vécu avec lui. Ensuite l'une d'elles est morte. »

### Question identitaire
Depuis les années 70, il est possible d'identifier un mouvement social, culturel et scientifique autour de la reconnaissance et de la valorisation de la communauté Walser à travers les différents pays marqués par sa présence.
Les différentes associations se sont réunies à Rome en 2017 pour préparer un dossier officiel de reconnaissance des Walsers comme patrimoine de l'humanité par l'UNESCO. Le dossier a été présenté en décembre 2017 à Enrico Vicenti, secrétaire général de la Commission nationale italienne pour l'UNESCO, pour une reconnaissance officielle de leur histoire migratrice, transnationaux venus d'endroits inaccessibles ils ont su s'adapter à l'environnement naturel et garder leurs valeurs sur plusieurs siècles.
En 2020, l'association Walser de Vallorcine intègre l’association internationale des Walser et participe aux 20 e Walsertreffen du Lötschental,.

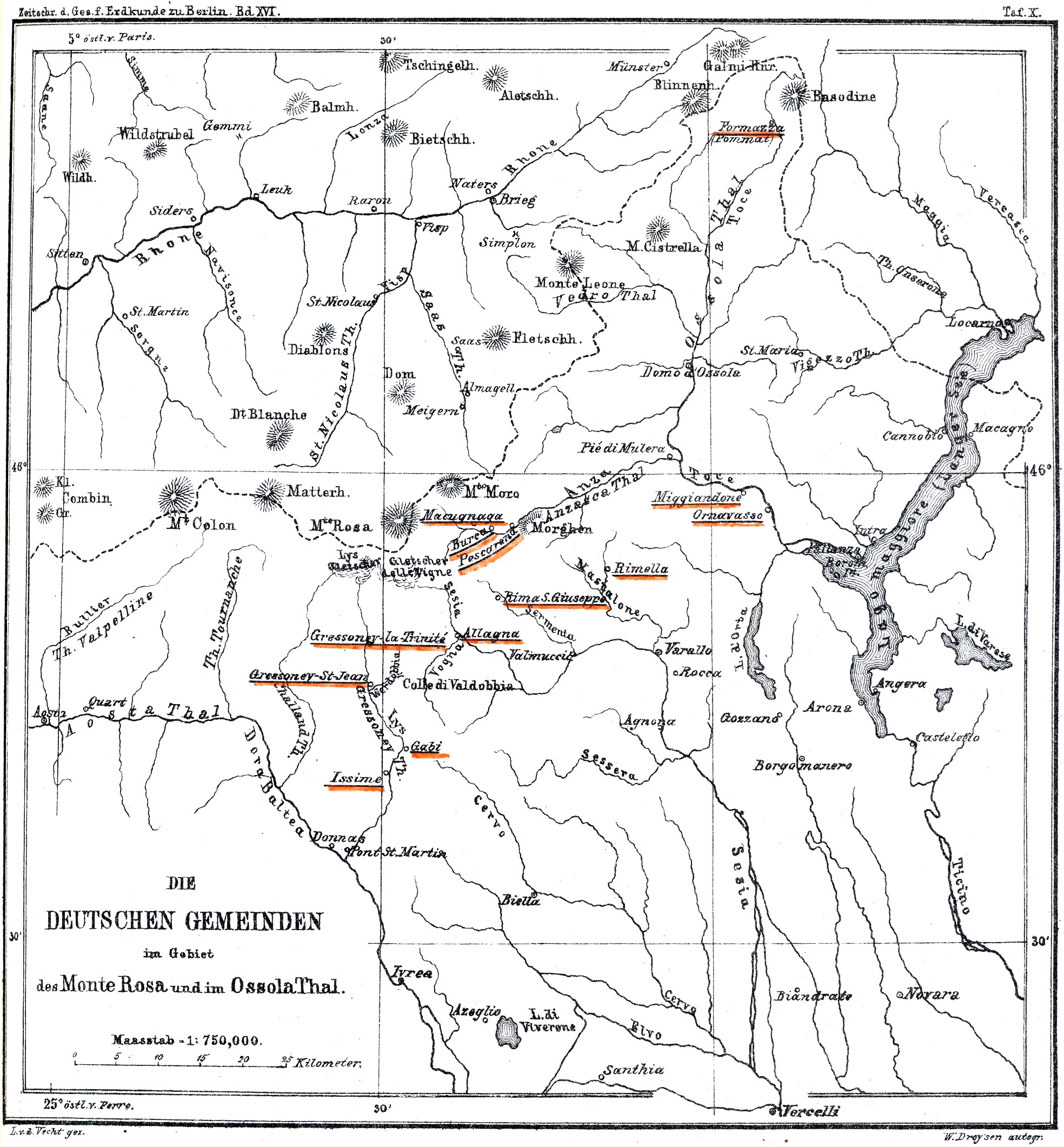
Colonie Walser en Italie

## Distribution géographique

### Suisse
- Tout le Haut Valais
- Valais arpitan (colonies assimilées)
  - Le Châtelard, Giétroz (Finhaut)[28]
  - Les Jeurs, Cretton (Trient)[29]
- Canton de Berne[30]
  - Blumenstein (en partie)
  - Burgisten (en partie)
  - Oberbalm (en partie)
- Canton de Soleure
  - Rüttenen
  - Passwang
  - Wisen
- Tessin
  - Bosco Gurin
- Grisons
  - Obersaxen
  - Valsertal
    - Vals
    - Sankt Martin

  - Safiental
    - Valendas
    - Versam
    - Tenna
    - Safien

  - Hainzenberg
    - Tschappina

  - Rheinwald
    - Medels
    - Nufenen
    - Splügen
    - Sufers
    - Hinterrhein

  - Avers
  - Schanfigg
    - Arosa
    - Langwies
    - Praden

  - Albula
    - Mutten
    - Schmitten
    - Wiesen

  - Prättigau/Davos
    - Davos
    - Klosters
    - Furna
    - Says
    - St. Antönien
    - Valzeina
- Oberland bernois
  - Lauterbrunnen
  - Mürren
  - Planalp

### France
- Savoie (colonies assimilées)[29]
  - Vallorcine
  - Les Allamands (Samoëns)
  - Les Allamands (Morzine)

### Italie
Colonies Walser où la langue walser est encore parlée walser (Walsertitsch):
- Vallée d'Aoste
  - Gressoney-La-Trinité / Greschòney Drifaltigkeit
  - Gressoney-Saint-Jean / Greschòney Zer Chilchu
  - Issime / Goobi ou Überlann
- Piémont
  - Vallée Anzasca
    - Macugnaga / Makanà

  - Val Formazza
    - Formazza / Pomatt

  - Valsesia
    - Alagna Valsesia / Im Land
    - Rimella / Remmalju
    - Riva Valdobbia / Riifu

Colonies Walser linguistiquement éteintes:
- Vallée d'Aoste
  - Hameaux d'Ayas (appelé localement Canton des Allemands)[31]
    - Saint-Jacques-des-Allemands
    - Mascognaz
    - Cunéaz
    - Frantsé
    - Crest
    - Soussun
    - Varda
    - Vallon de Nannaz
    - Résy
    - Vallon de Verraz
    - Vallon des Cimes blanches

  - Hameaux de Champdepraz
    - Fussé
    - Gettaz-des-Allemands
    - Boden

  - Le vallon de Niel, et Pont de Trenta (Trentostäg), dans la commune de Gaby
  - Hameaux de Saint-Vincent[32],[33]
    - Amay
    - Petit Rhun
    - Grand Rhun
    - Grun
    - Valmignanaz
    - Lenty
    - Salirod

  - Hameaux de Montjovet[34],[32]
    - Gettaz
    - Rodoz

  - Hameaux d'Arnad[32]
- Piémont
  - Hameaux de Premia
    - Salecchio / Saley
    - Agaro / Aghèr
    - Ausone / Òpso ou Gschtu

  - Cologno (Baceno)
  - Val d'Ossola
    - Ornavasso / Urnavasch et Migiandone / Dorf (hameau d'Ornavasso)

  - Val Strona
    - Campello Monti / Kampel (hameau de Valstrona)

  - Valsesia
    - Carcoforo / Kirchof
    - Rima San Giuseppe / Arimmu ou Ind Rimmu
    - Rimasco / Rimask

### Liechtenstein
- Triesenberg
- Malbun
- Planken

### Autriche
- Vorarlberg
  - Grosses Walsertal
    - Blons
    - Damüls
    - Fontanella
    - Raggal
    - Sankt Gerold
    - Sonntag
    - Thüringerberg
    - Schnifis
    - Dünserberg

  - Ludeschberg (Ludesch)
  - Laz,Muttersberg (Nüziders)
  - Hauteurs de Zwischenwasser (Dafins, Furx, Buchebrunnen, Suldis)
  - Viktorsberg
  - Fraxern
  - Meschach, Spalla (Götzis)
  - Ebnit, Schwedenbach (Dornbirn)
  - Pfänder (Lochau)
  - Hochberg (Eichenberg)
  - Kleinwalsertal
    - Mittelberg

  - Brandnertal
    - Brand

  - Montafon
    - Silbertal

  - Reintal
    - Laterns
    - Übersaxen

  - Tannberg
    - Schröcken
    - Lech am Arlberg
    - Warth
- Tyrol
  - Galtür
  - Ischgl
  - Serfaus et Fiss (quelques colons walsers)

## Musées consacrés au Walsers
Il existe plus de vingt musées consacrées à la thématique walser. Notons en particulier :
- le Walsermuseum de Riezlern dans le Klein-Walzerthal
- le musée d'Alagna Valsesia (au Piémont) ;
- le musée walser à Bosco-Gurin au Tessin ;
- l'écomusée Walser à Gressoney-La-Trinité, en Vallée d'Aoste ;
- le musée virtuel par thèmes sur les coutumes, les habits, l'histoire, la nature, les pratiques sociales, le transport, le travail et la vie quotidienne[35].

## Chemins des colons Walser
Un grand sentier walser permet de marcher sur des lieux emblématiques de leurs cultures entre Suisse, Liechstentein et Autriche.
Le Walserweg Graubünden suit sur 300 km en 19 étapes les pas des premiers colons arrivés vers 1270. Il part du village de San Bernardino jusqu'à Brand pour retrouver dans les paysages et habitations typiques des Walser leur histoire et leur culture. En 2024, ce chemin s'agrandit, le Grosse Walserwegcomble l'écart dans le réseau historique de sentiers entre le Walserweg Graubünden, le Walserweg Vorarlberget le Santiero Walser Iatia au sud,.

## Instituts d'études
Deux instituts ayant pour but l'étude de la langue et de la culture walser sont présents au sein de la communauté walser de la haute vallée du Lys, en Vallée d'Aoste (Italie). Le plus ancien est l'association Augusta à Issime (fondé en 1968), le second est le Centre de culture walser - Walser Kulturzentrum des Aostatals à Gressoney-Saint-Jean (fondé en 1982). La collaboration entre les experts linguistiques de ces deux centres a permis la rédaction de deux dictionnaires du titsch gressonard et du töitschu issimois, publiés en 1988.

#### Notions
- Famille, Clan, Tribu, Ethnie, Peuple, Nation
- Ethnologie, Anthropologie
- Ethnogenèse, Ethnohistoire